# Kungsbacka kyrka
Kungsbacka kyrka är en kyrkobyggnad som tillhör Kungsbacka-Hanhals församling (före 2013 Kungsbacka församling) i Göteborgs stift. Den ligger vid torget i centralorten i Kungsbacka kommun.

## Tidigare kyrkobyggnader
Nuvarande kyrkobyggnad har haft flera föregångare, både träkyrkor och stenkyrkor. Vid en undersökning 1959-1960 blottlades syllstenar tillhörande en medeltida träkyrka. Redan under medeltiden ersattes träkyrkan av en stenkyrka uppförd på samma plats. Under senmedeltiden eller 1500-talet vidgades troligen långhuset åt söder och ett vapenhus tillbyggdes. Kyrkan började förfalla och ersattes av en träkyrka uppförd 1664 eller 1665. Denna kyrka förstördes vid stadsbranden 1846, då nästan hela stadskärnan ödelades. 
En murad stenkyrka började uppföras 1852 efter ritningar av arkitekt Johan Fredrik Åbom. Stenkyrkan låg öster om tidigare kyrkplats. Det visade sig dock att kyrkan hade allvarliga byggnadstekniska fel och vilade på en alltför svag grund. Den togs i provisoriskt bruk, men revs i början av 1860-talet.

## Dagens kyrkobyggnad
Nuvarande träkyrka uppfördes 1864-1865 i nygotisk stil och invigdes 1875. Materialvalet trä motiverades av platsens dåliga grundförhållanden. Även denna kyrka var ritad av Johan Fredrik Åbom. Byggnaden orienterades i en något förskjuten öst-västlig riktning med tornet åt nordväst. 
Byggnaden genomgick 1951 en omfattande restaurering under ledning av Figge Wetterqvist då svåra sättningsskador åtgärdades. Kyrkan fick en helt ny interiör. Den öppna takstolen ersattes av ett trätunnvalv som dekorerades med målningar av Einar Forseth. Väggarna kläddes om, nytt golv lades in och bekvämare bänkar sattes in. Äldre träarbeten konserverades av Thorbjörn Engblad. År 1992 tillbyggdes en kyrksal med café vid den sydöstra fasad.

## Inventarier
- Altaruppsatsen från 1700-talet, vilken härstammar från 1600-talskyrkan, kompletterades och konserverades 1951.
- En träsnidare från orten, Knut Gustafsson, svarade 1951 för en ny dopfunt och de träskulpturer som kompletterade altaruppsättningen.
- Altaret är från 1994 och består av träskivor täckmålade i grå kulör.
- Den runda predikstolen tillverkades 1864 av Johannes Johansson i Mjöbäck. Den är målad i grå och bruten vit kulör och har förgyllda dekorelement.
- Två oljemålningar av Bengt Nordenberg med motiven Synderskan vid Jesu fötter och Den förlorade sonen.
- Orgelfasaden, med vissa pipor ljudande, härstammar från en 1866 års orgel byggd av Johan Nikolaus Söderling. Dagens mekaniska verk byggdes 1967 av Hammarbergs Orgelbyggeri AB och dispositionsförändrades 1991. Instrumentet har 21 stämmor fördelade på två manualer och pedal.[1]

## Omgivning
- Intill kyrkan vid nordvästra sidan ligger Kungsbacka torg.
- Ost-sydost om kyrkan ligger kyrkskolan som inrymmer bland annat Komvux.
- Kyrkogården ligger längre norrut på andra sidan Kungsbackaån.